# Liparia calycina
Liparia calycina là một loài thực vật có hoa trong họ Đậu. Loài này được (L. Bolus) A.L. Schutte miêu tả khoa học đầu tiên năm 1994.